# Ceratoleptes proboscis
Ceratoleptes proboscis is een hooiwagen uit de familie Gonyleptidae.